# Симфония № 13 (Гайдн)

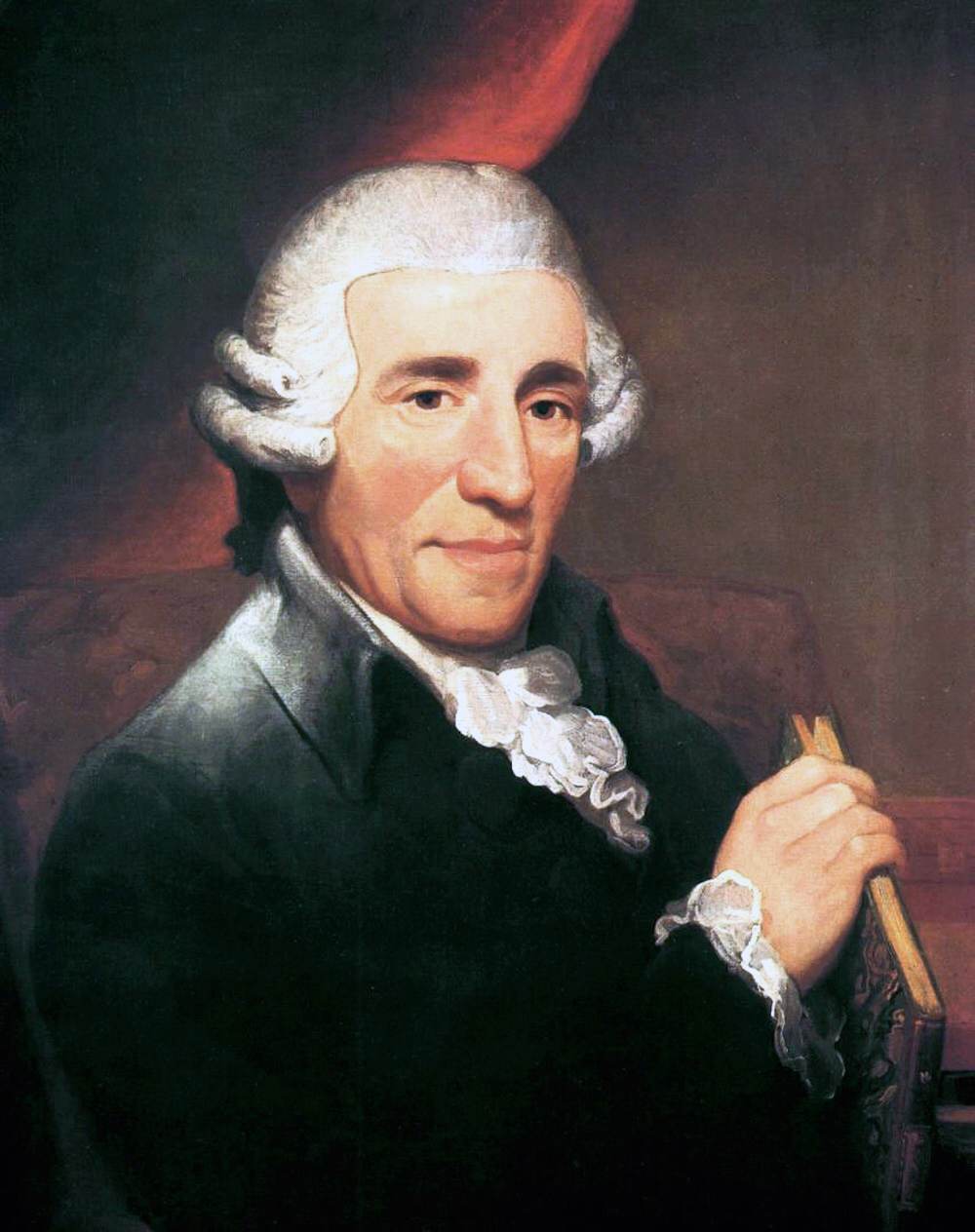
Йозеф Гайдн

Симфония № 13 Йозефа Гайдна ре мажор была написана в 1763 году для оркестра покровителя Гайдна, принца Миклоша Иосифа Эстерхази в Айзенштадте.
Сочинение может быть датировано точно лишь благодаря датированной партитуре, сделанной рукой Гайдна в Национальной библиотеке Будапешта. В том же году были написаны ещё 2 симфонии Гайдна: Симфония № 12 и Симфония № 40.

## Структура
Типичная симфония того времени сочинялась для пары гобоев, валторн и струнных, но оркестр Айзенштадта недавно принял 2 новых валторнистов, и Гайдн сочинил эту симфонию для расширенного ансамбля из одной флейты, двух гобоев, четырёх валторн, литавры и струнных (скрипки, поделённые на первую и вторую, альты, виолончели и контрабасы), а также фагот, удваивающий басовую партию. Партия литавр в партитуре с автографом написана не рукой Гайдна, но вполне возможно, что она подлинна: он мог написать её на отдельном листе, а кто-то другой позднее добавил её к партитуре.
1. Allegro molto, 4
4
2. Adagio cantabile (соль мажор) 4
4
3. Menuet & Trio (Трио соль мажор), 3
4
4. Финал. Allegro molto, 2
4

Первая часть открывается удерживаемыми аккордами духовых и струнными, играющими простую фигуру, основанную на арпеджио:
Структуру можно считать сонатной формой, где повторяется первая половина, начинающаяся в домашней тональности ре мажор и модулирующей до ля мажор, затем вторая половина начинается с развития ранее услышанного материала (проходя через си минор), за которым следует повторение первой половины, теперь полностью в ре мажор (эта вторая половина тоже повторяется). Однако о «втором сюжете» мало что можно говорить — после смены тональности в первой половине музыка в основном основывается на простых пассажах гаммы.
Во второй части, помеченной как adagio cantabile (медленное пение), соль мажор, виолончель соло играет мелодию на фоне простых аккордов остальных струнных. Духовые не играют в этой части. Во времена Гайдна партию виолончели исполнял главный виолончелист Айстенштадтского оркестра Йозеф Франц Вайгль.
Третья часть в ре мажор представляет собой менуэт и трио в тройной форме, причем флейта занимает видное место в трио. Последняя часть основана на фигуре из четырёх нот, которая звучит как последняя часть Симфонии Юпитера Моцарта:
Фигура, которая появляется в разных тональностях на протяжении всего движения, обработана так, что подсказывает структуру фуги. Ближе к концу это слышно в струнных Стретта (перекрывающиеся начала, новое начинается ещё до того, как заканчивается последнее).
Типичное исполнение всего произведения длится немногим более 20 минут.